# Rex (storia romana)
Il rex (che tradotto dal latino significa re) era il supremo magistrato che governava Roma in età monarchica.
Secondo la tradizione questa figura, legata alla fondazione di Roma, sarebbe stata ivi presente fin dalla sua fondazione, nel 753 a.C., ad opera di Romolo (primo re di Roma), al 509 a.C., anno della cacciata dell'ultimo re, Tarquinio il Superbo, dalla città. Questo periodo è indicato come l'età regia di Roma.

## I re di Roma (753-509 a.C.)
Nonostante la cultura di massa rimandi ai sette re di Roma, delle fonti romane si tramandano i nomi di otto re che si succedettero a Roma durante l'epoca regia. Infatti Romolo, il fondatore di Roma, per alcuni anni regnò con il sabino Tito Tazio, istituendo una diarchia. Una  formula usata per ricordare mnemonicamente l'ordine di successione dei re è la seguente   RO NU TU AN TAR SE TAR senza il re della diarchia Tito Tazio.
| Immagine | Nome                                                  | Data di nascita e di morte    | Inizio del regno | Fine del regno | Evento | Etnia   |
| -------- | ----------------------------------------------------- | ----------------------------- | ---------------- | -------------- | --- | ------- |
|          | Romolo ROMVLVS                                        | 771 a.C. – 716 a.C. (55 anni) | 753 a.C.         | 716 a.C.       | Si proclamò re dopo aver ucciso suo fratello Remo.                                                                    | Latina  |
|          | Numa Pompilio NVMA POMPILIVS                          | 754 a.C. – 673 a.C. (80 anni) | 715 a.C.         | 673 a.C.       | Eletto re dai comizi curiati, dopo la morte di Romolo.                                                                | Sabina  |
|          | Tullo Ostilio TVLLVS HOSTILIVS                        | ? – 641 a.C.                  | 672 a.C.         | 641 a.C.       | Eletto re dopo la morte di Numa Pompilio. Pronipote di Romolo.                                                        | Latina  |
|          | Anco Marzio ANCVS MARCIVS                             | ? – 616 a.C.                  | 640 a.C.         | 617 a.C.       | Suocero di Tullo Ostilio, nipote di Numa Pompilio; fu eletto re dopo la morte di Tullo Ostilio.                       | Sabina  |
|          | Lucio Tarquinio Prisco LVCIVS TARQVINIVS PRISCVS      | ? – 579 a.C.                  | 616 a.C.         | 579 a.C.       | Primo re Etrusco, fece costruire il tempio alla triade capitolina, realizzò la cloaca massima, istituì il foro boario | Etrusca |
|          | Servio Tullio SERVIVS TVLLIVS                         | ? – 539 a.C.                  | 578 a.C.         | 535 a.C.       | | Latina  |
|          | Lucio Tarquinio il Superbo LVCIVS TARQVINIVS SVPERBVS | ? – 495 a.C.                  | 534 a.C.         | 509 a.C.       | | Etrusca |

## Elezione
Alla morte del re, Roma entrava in un periodo di interregno.
Il potere supremo dello Stato era devoluto al senato, che aveva il compito di indicare un nuovo re. Il senato si riuniva e nominava, per un periodo di cinque giorni, uno dei suoi membri come interrex, con l'unico scopo di indicare il prossimo re di Roma. Scaduto inutilmente il termine di cinque giorni, l'interrex, con il consenso del senato, provvedeva a nominare un altro senatore come nuovo interrex, per un altro mandato di cinque giorni. 
Quando l'interrex trovava un candidato adatto, lo candidava al senato per ottenere la ratifica della nomina. In caso di ratifica, l'interrex convocava i comizi curiati, che presiedeva per la procedura di elezione del re.
L'assemblea dei comitia curiata, poteva solo accettare o rifiutare il candidato re. Se accettato, il re eletto non poteva entrare subito nel suo ufficio. Occorrevano ancora due altri atti perché fosse pienamente investito dell'autorità regale. 
Innanzitutto era necessario interrogare la volontà divina degli dèi con la cerimonia dell'inauguratio, con la quale un Augure traeva gli auspici, dal momento che il re avrebbe dovuto servire come sommo sacerdote di Roma.  Il secondo atto che doveva essere eseguito era il conferimento dell'imperium al re, che avveniva attraverso l'approvazione della lex curiata de imperio, votata sempre dai comizi curiati.
Come si evince dalla procedura descritta, se in teoria era il popolo, tramite i comizi curiati, ad eleggere il proprio re, di fatto era il senato a controllare il processo di elezione del re.

## Istituzioni
- Capo dello Stato, detentore del massimo potere esecutivo.
- Capo dell'esercito: prendeva tutte le decisioni in campo militare.[3]
- Supremo sacerdote: il suo compito principale era garantire la cosiddetta pax deorum tra gli uomini e gli dei.[4]
- Rappresentante della città nei rapporti con i popoli vicini: non solo era rappresentante della città nelle relazioni con i popoli vicini ma spesso emanava i patti stipulati con questi;  foedera.
- Legislatore: aveva potere di emanare precetti validi per l'intera comunità le leges regiae.
- Giudice supremo: aveva potere decisionale in controversie che però riguardavano solo specifici ambiti.[4] A tal proposito interveniva attivamente per dare pene solo per delitti di tradimento, militari, perduellio (sovversione interna), omicidi con attivo concorso di stretti parenti (i figli per esempio) dell'ucciso. Era anche giudice in alcune legis actio: legis actio sacramentum in rem (non si sa se anche quelli in personam) e la manus iniectio.

Nello svolgimento delle sue attività era assistito dai sacerdoti e i pontefici (soprattutto per questioni sacre-religiose) e in alcuni frangenti dai comizi curiati. Secondo alcune fonti il re concedeva a quest'ultima potere decisionale nei processi qualora fosse indeciso sulla risoluzione del caso previa autorizzazione del senato.
Il rex, anche se limitato da tutti questi atti, il che ci pone di fronte ad una monarchia tutt'altro che assoluta, rivestiva il ruolo più importante per la comunità coadiuvato dagli ausiliari del rex:
- Duoviri perdullionis
- Tribunus celerum
- Magister populi
- Magister equitum
- Pater patratus
- Quaestores
- Praefectus urbi
- Fetialis nuntius
- Senato

## Evoluzione della figura del rex
Nel corso del periodo monarchico la figura del rex assunse diverse sfumature a seconda del reggente. Nello specifico si possono delineare essenzialmente due periodi:
- la monarchia latino-sabina, rappresentata dai primi quattro re ossequiosa delle attribuzioni del senato e delle assemblee popolari.

In questo periodo vengono creati molti sacerdozi e forti alleanze internazionali con i popoli vicini. Si delinea nella prima parte di questa fase una figura monarchica subordinata da altri poteri radicati nella città: familiae, gentes e soprattutto collegio sacerdotale, detentore dei mores desunti dalla rivelazione (almeno inizialmente gli Auspici del rex rivestono un ruolo secondario). Da notare comunque che già in questo periodo la figura rex comincia ad acquisire importanza soprattutto nell'ambito pubblico e internazionale
- la monarchia etrusca, rappresentata dalla dinastia dei Tarquinii, fautrice della svolta assolutistica.

Superando la precedente concezione che considerava il rex come primus inter pares (almeno rispetto ai patrizi), i Tarquinii, influenzati dalla loro discendenza etrusca, incrementarono sempre più l'accentramento dei poteri. Questo processo di centralizzazione portò comunque in questo periodo anche notevoli benefici al diritto romano (ad esempio il censo istituito da Servio Tullio) anche se, come è noto, avrà come ultima conseguenza l'assolutismo di Tarquinio il Superbo e l'abbandono della forma monarchica.
In età repubblicana la figura del rex, in particolare per quanto riguarda i compiti religiosi, passerà alla figura del rex sacrorum perdendo ogni valenza politica.